# Сенниця (Мінський повіт)
Сенниця (пол. Siennica) — місто в Польщі, у гміні Сенниця Мінського повіту Мазовецького воєводства.
Населення — 2057 осіб (2011). З 1 січня 2024 року має статус міста.

## Демографія
Демографічна структура станом на 31 березня 2011 року:
|          | Загалом | Допрацездатний вік | Працездатний вік | Постпрацездатний вік |
| -------- | ------- | ------------------ | ---------------- | -------------------- |
| Чоловіки | 1002    | 198                | 717              | 87                   |
| Жінки    | 1055    | 224                | 650              | 181                  |
| Разом    | 2057    | 422                | 1367             | 268                  |